# Gravity & Grace
Gravity & Grace är den svenska barockpop-/indiepopgruppen The Tinys tredje studioalbum, utgivet 2009 på Determine Records och The Tiny Music.

## Låtlista
Där inte annat anges är låtarna skrivna av Ellekari Larsson.
1. "Last Weekend" - 4:23
2. "Burn" - 3:59
3. "Too Heavy a Burden" - 3:12
4. "Turn Off the News" - 4:45
5. "Ten Years" - 3:59
6. "Lithium" - 3:36
7. "I Close My Eyes" - 4:47
8. "The Man Who Ran" - 3:46
9. "Strange Highs, Strange Lows" - 4:10
10. "Never Coming Back" - 6:19
11. "Pet Semetary" (bonuslåt) - 3:23

## Personal
- Andreas Berthling - inspelning
- Johan Berthling - dubbelbas, elbas, orgel
- Erik Broheden - mastering
- Kalle Gustafsson Jerneholm - mixning
- Ellekari Larsson Sander - sång, piano, elpiano, trumpet, slagverk
- Mattias Nyberg - inspelning
- Leo Svensson Sander - cello, såg, orgel, glockenspiel, sång
- The Tiny - fotografi, design, producent, inspelning, mixning
- Paul Webb - producent, mixning

### Fotnoter
1. 1 2  ”Gravity & Grace”. Discogs.com. http://www.discogs.com/Tiny-Gravity-Grace/release/2742066. Läst 8 maj 2012.